# Ledocarpaceae
Ledocarpaceae es el nombre de una familia de plantas de flores con 3 géneros perteneciente al orden Geraniales. La especie es exclusivamente neotropical: las áreas de distribución se encuentran en el oeste de Sudamérica, principalmente en la Cordillera de los Andes.
En la versión de 2009, la clasificación APG no reconocía esta familia pero la incluía en la familia Vivianiaceae, y en la versión de 2016, la clasificación APG tampoco reconocía esta familia pero la incluía en la familia Francoaceae. El nombre proviene del género Ledocarpon, derivado de leda, “especie de jara” y carpo, “fruto”.

## Descripción
La familia contiene los géneros *Balbisia (incluido Ledocarpon), Rhynchotheca, Wendtia, con alrededor de 12 especies de arbustos con hojas opuestas, flores bisexuales y cápsulas. En su mayoría son pequeños arbustos o, más raramente, subarbustos. Las hojas, en su mayoría opuestas, son simples o compuestas; las hojas de algunas especies se ven profundamente lobuladas. No cuentan con estipulaciones.
Las flores son solitarias o se juntan en inflorescencias de pocas flores. Las flores son hermafroditas, de simetría radial, son quíntuples. Poseen un cáliz exterior. Hay cinco sépalos y cinco pétalos cada uno, así como uno o dos círculos con cinco estambres. De tres a cinco carpelos suelen ser fusionados forman un ovario superior. El estilo es corto o imperceptible y existen tantos estigmas como carpelos. Se forman frutos en cápsula.